# Krumlkeeskopf
Der Krumlkeeskopf ist ein 3101 m ü. A. hoher Berg in der Goldberggruppe an der Grenze der Bundesländer Kärnten und Salzburg in Österreich.

## Lage
Der Krumlkeeskopf ist ein Gipfel des Kammes, der sich vom Scheitelpunkt der Großglockner-Hochalpenstraße nach Osten bis zum Hocharn zieht. Hier stoßen die Gebiete der Gemeinden Heiligenblut im Süden und Rauris im Norden aufeinander.

## Geologie
Im zum Tauernfenster (Penninikum) gehörenden Gebiet westlich des oberen Hüttwinkltals und südlich des Ritterkopfs bis zum Krumlkeeskopf gibt es Amphibolite, Chloritschiefer, Glimmerschiefer, Phyllite, Prasinite, Quarzite und triassische Kalk- und Dolomitmarmore. Da das Gebiet reich an mineralisierten Spalten ist, findet man Steine von guter Qualität.

## Anstiege
Auf den Krumlkeeskopf gibt es drei Anstiege, die alle anspruchsvoll sind.

### Vom Hochtor
Ausgangspunkt ist die mautpflichtige Großglockner-Hochalpenstraße beim Hochtor. Vom Südportal des Tunnels führt ein markierter Steig auf den Kamm, wo man auf den Zentralalpenweg 02 trifft. Diesen folgt man nach Osten Richtung Roßschartenkopf (2599 m), den man im Norden umgeht. Vor dem Hinteren Modereck (2930 m) trifft man auf die erste kurze seilversicherte exponierte Stelle. Vom Gipfel geht es steil bergab und man erreicht über leichte Klettereien die Noespitze (3005 m). Über deren steile Ostflanke klettert man über steilen Fels seilversichert ab und ebenso steil auf den ungesicherten Grat des Krumlkeeskopfs. 
Die einfache Strecke beträgt 8 km. Bei mehr als 600 Meter Anstieg mit leichten, meist seilversicherten Kletterstellen bis zum Schwierigkeitsgrad II muss man mit 4 h Gehzeit rechnen.

### Vom Sonnblick
Die 7. Etappe des westlichen Zentralalpenwegs führt vom Sonnblick über den Krumlkeeskopf zur Großglockner-Hochalpenstraße. Vom Zittelhaus steigt man nach Westen bis unter die Pilatusscharte ab. Dort zweigt nach links der Weg nach Heiligenblut ab. Man hält sich rechts an den Gletscherrand und klettert über Fels auf den Goldzechkopf (3042 m) und von dort nach Norden in die Goldzechscharte (Schwierigkeitsgrad II). Danach zweigt rechts der Weg nach Kolm-Saigurn ab. Weiter nach Norden aufsteigend erreicht man einen Steinmann auf dem Vorgipfel des Hocharn und über Schutt und Firn den Gipfel (3254 m). Dort steigt man nach Westen über seinen Rücken zur Oberen Jausenscharte ab und dann kurz steil zum Schneehorn auf (3062 m). Über einen ausgesetzten Grat (Schwierigkeitsgrad II) gelangt man in die Untere Jausenscharte, auf die Arlthöhe (3.084 m) und in eine weitere Scharte, wo die Otto-Umlauft-Biwakschachtel steht. Hier zweigt links der Weg in das Große Fleißtal ab. Wieder versichert führt der Weg weiter auf den Krumlkeeskopf.

### Vom Fleißtal
Startpunkt für diese Wanderung ist die Apriacher Höhenstraße, die bei der Kehre 27 (Fleißkehre) von der Großglockner-Hochalpenstraße abzweigt. Nach etwa 350 Metern erreicht man die Brücke über den Fleißbach. Von hier führt der Tümpfenweg neben dem Großfleißbach nach Norden. Vorbei an der Talstation der Fleißalmbahn folgt man einem Güterweg zur Fleißkuchl. Von hier führt ein flach ansteigender markierter Weg in einer langgezogenen Rechtskurve zum Talschluss. Ab hier wird der Steig steiler und führt erst nach Norden, dann nach Nordosten zum Otto-Umlauft-Biwak. Von hier folgt man dem mit Seilen versicherten Zentralalpenweg nach Westen auf den Krumlkeeskopf.

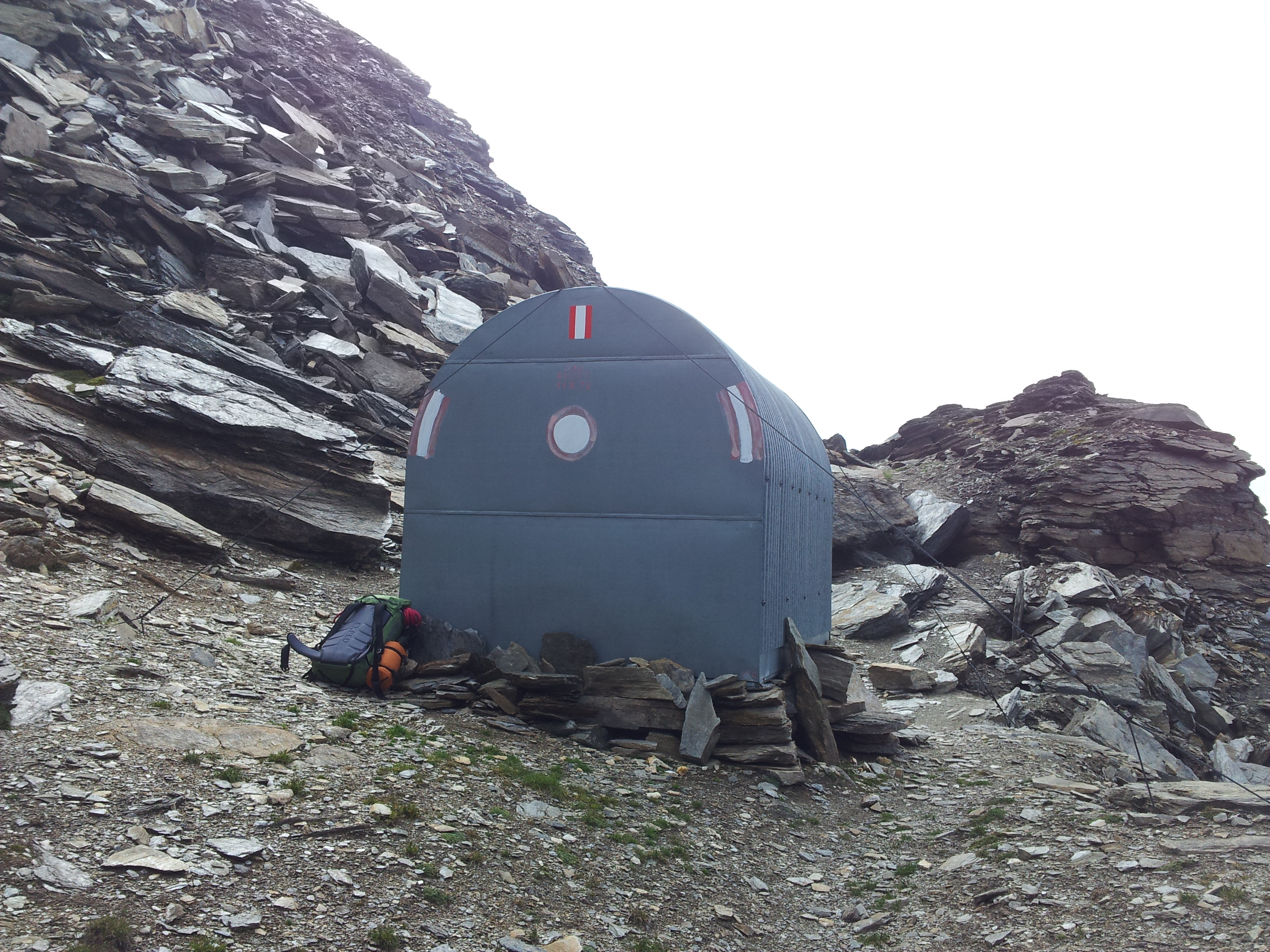
Otto-Umlauft-Biwak

## Hütten, Unterkünfte
Die nächstgelegenen Unterkünfte sind:
- Otto-Umlauft-Biwak: 8 Matratzenlager in einer Selbstversorger-Hütte.[6]
- Fleißkuchl: Im Großen Fleißtal gelegene Privathütte mit Übernachtungsmöglichkeit.[7]
- Wallackhaus: Hotel an der Großglockner-Hochalpenstraße.[8]
- Zittelhaus: Alpenvereinshütte auf dem Hohen Sonnblick.[9]